# Mekisteus (Sohn des Echios)
Mekisteus (altgriechisch Μηκιστεύς Mēkisteús) ist eine Gestalt der griechischen Mythologie.
Er ist der Sohn des Echios und Kampfgenosse des Teukros im Trojanischen Krieg. Den im Kampf schwer von Hektor verwundeten Teukros rettet Mekisteus und bringt ihn zusammen mit Alastor zu den Schiffen der Griechen. Er selbst fiel an der Seite seines Vaters im Kampf mit Polydamas.